# Félix av Luxemburg
Félix av Luxemburg (Félix Léopold Marie Guillaume), född 3 juni 1984, är en luxemburgsk prins. Han är andre son till storhertigparet Henri av Luxemburg och Maria Teresa av Luxemburg. Han är nummer tre i tronföljden efter sin äldre bror och dennes son.

## Familj
Prinsen är näst äldst av barnen till storhertig Henri och storhertiginnan Maria Teresa. Hans syskon är Guillaume av Luxemburg, Louis av Luxemburg, Alexandra av Luxemburg och Sébastien av Luxemburg.

### Förlovning och giftermål
Den 13 december 2012 bekräftade storhertig Henri av Luxemburg att prinsen förlovat sig med Claire Lademacher. Bröllopet ägde rum den 17 september 2013. Den 15 juni 2014 föddes parets första dotter prinsessan Amalia och den 28 november 2016 föddes deras första son prins Liam.